# Флаг Миасса
Флаг муниципального образования Миа́сский городской округ Челябинской области Российской Федерации — опознавательно-правовой знак, служащий официальным символом муниципального образования.
Флаг утверждён 25 октября 2002 года и внесён в Государственный геральдический регистр Российской Федерации с присвоением регистрационного номера 1044, как флаг муниципального образования «Город Миасс». После муниципальной реформы 2006 года — флаг Миасского городского округа.
Флаг составлен на основании герба города Миасса, по правилам и соответствующим традициям геральдики, и отражает исторические, культурные, социально-экономические, национальные и иные местные традиции.

## Описание
«Флаг муниципального образования „город Миасс“ представляет собой прямоугольное синее полотнище с соотношением ширины к длине 2:3, воспроизводящее в центре фигуры из герба: жёлтого идущего с поднятой левой ногой лося, наклонившего голову на жёлтых с обрывом скалах, отходящих от свободного края полотнища».

## Обоснование символики
Флаг по своему содержанию един и гармоничен: все фигуры флага — жёлтые лось и скалы, синее полотнище — аллегорически отражают исторические, географические и социально-экономические особенности города Миасса, огромный вклад которого в экономическое, культурное, духовное развитие Челябинской области имеет немаловажное значение.
Город Миасс возник в 1773 году в связи с разработкой месторождений медных руд и основанием на реке Миасс медеплавильного завода. Богатейшие на Урале золотые россыпи, обнаруженные в долине реки Миасс, способствовали расцвету экономического развития города, превратив Миасс в центр золотодобывающей промышленности. Дальнейшее развитие города связано с автомобилестроением, горнодобывающей, лёгкой и пищевой отраслями промышленности, железнодорожным транспортом.
Современный облик Миасса определяют Государственный ракетный центр им. В. П. Макеева, Уральский автомобильный завод и ряд других крупных промышленных предприятий. Сегодня Миасс — город областного подчинения, крупный индустриальный и культурный центр.
Основная фигура флага — лось — животное, символизирующее свободу, независимость и достоинство, аллегорически показывает готовность идти вперёд, преодолевая трудности и препятствия.
Скалы показывают Уральские горы, соединившие Европу и Азию, их красоту, величие, богатство недр.
Жёлтый цвет в геральдике (золото) — символ высшей ценности, богатства, величия, постоянства, прочности, силы, великодушия, интеллекта и солнечного света.
Синяя часть полотнища дополняет символику флага и указывает на реку Миасс, давшую название городу, а также многочисленные озёра, расположенные вокруг Миасса, в районе которых находится зона отдыха горожан.
Синий цвет в геральдике (лазурь) ассоциируется с водой, чистым небом и означает мышление, добродетель, чистоту.